# Корен (морфология)
Вижте пояснителната страница за други значения на Корен.
Коренът в морфологията е морфема, която носи основното значение на думата.
Всяка дума има корен, а сложните думи (като водопад и царедворец) могат да имат няколко корена. Към корена се прибавят останалите морфеми: представка, наставка, окончание, определителен член.
Като носител на лексикалното значение коренът е ядро на думата. Всяка дума съдържа корен, най-вече самостойните части на речта: имената, глаголите, местоименията и наречията.
Пример: Съществителното час се състои само от корен. Прилагателното почасовата е съставено от корена час, представката по, наставката ов, окончанието а и определителния член та.
Думи с един и същи корен се наричат сродни думи. Те винаги са свързани по лексикално значение. Например глаголът помирявам и прилагателното мирен са сродни думи, защото имат общ корен (мир). Коренът не се смята за различен, когато различието се дължи на известна фонетична промяна. Например глаголът вярвам и прилагателното верен са сродни думи поради общия си корен (вяр / вер); коренът мени своя облик под действието на ятовия преглас.
Не са сродни думи формите на една дума; те се различават само по граматическото си значение. Например красива и красиво са различни форми на думата красив, а не сродни думи.
Омонимите също не са сродни думи, понеже нямат нищо общо в лексикалното си значение. Например не са сродни думи град със значение ‘голямо селище’ и град със значение ‘градушка’. Тези думи се състоят само от корен; двата корена се приемат за различни с оглед на значенията си. Различни са и корените вод в думите вода и водя, поради което тези думи също не са сродни; обаче думата вода е сродна на наводнявам, а думата водя е сродна на водач.
Макар и рядко, омонимията на думи може да не се дължи на омонимия на корените им. Например формата прах за 1 л. ед.ч. на минало свършено време на глагола пера е съставена от три морфеми: корен п(е)р, основна гласна (наставка) а и окончание х. А съществителното име прах се състои само от корен.